# Kristina Axén Olin
Anna Kristina Axén Olin (21 de outubro de 1962) é uma política do Partido Moderado. Ela ocupou o cargo de Presidente da Câmara Municipal de Estocolmo entre 2006-2008, sendo a segunda prefeita da cidade. Ela serve também como vice-presidente do partido desde 2003.

## Carreira
Axén Olin foi eleita para o Conselho em 1991. Ela tem se envolvido principalmente em questões sociais e foi ativa Comandante do Serviço Social, sob a administração do Partido Moderado Carl Cederschiöld (1998-2002). Ela serviu como presidente da Autoridade Policial Estocolmo (1999-2006). Ela é conhecida pelo seu liberalismo e foi uma das mais altas Moderadas a defender os direitos dos homossexuais de adoção. Entretanto, ela também tem tornado-se famosa pela sua dura posição sobre redução da assistência social. Ela é também uma defensora de castração química para estupradores.

## Vida privada
Axén Olin também é uma professora de música e serviu até a sua nomeação como Comissário Serviço Social como o principal assistente de Maria Elementar, uma escola pública no distrito de Södermalm. Ela atualmente mora com o marido e três filhos no bairro suburbano de Enskede.